# Cruz de Magallanes

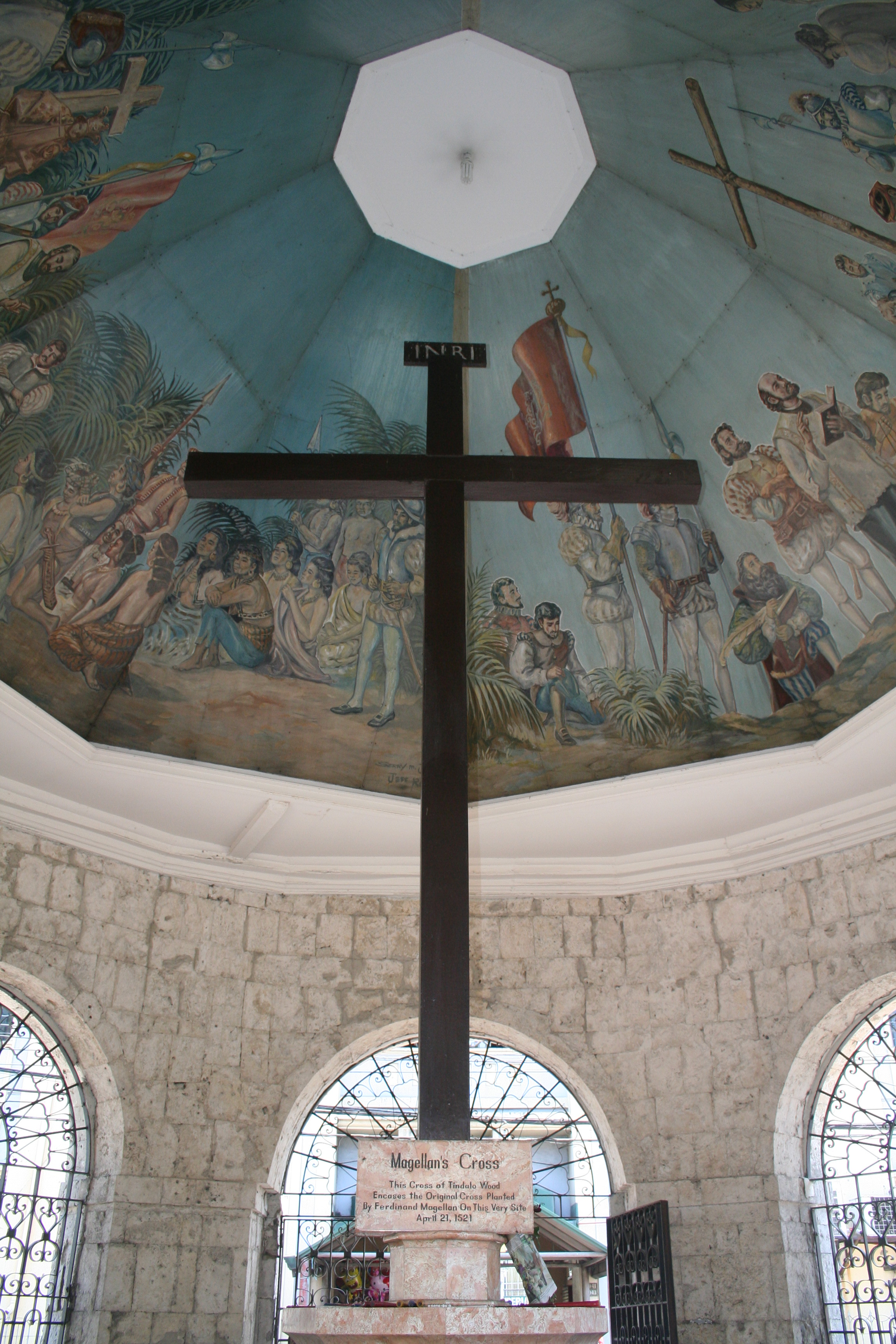
Cruz de Magallanes.

La Cruz de Magallanes es una cruz cristiana colocada por exploradores españoles y lusos de la expedición de Magallanes-Elcano al servicio de la Monarquía hispánica y comandados por Fernando Magallanes al arribar a Cebú, en las Filipinas. Fue colocada antes del bautismo del rey Humabón, el 15 de abril de 1521.
Esta cruz se encuentra en una capilla al lado de la basílica del Santo Niño en la calle de Magallanes, en frente del ayuntamiento de Cebú. Un letrero debajo de la cruz de madera ubicada en el centro de la capilla describe que la cruz original está debajo de ella. Se protege de esta forma la cruz original de gente que se llevaba trozos de la cruz como recuerdo o con la esperanza de adquirir poderes milagrosos. Sin embargo, algunas personas creen que la cruz original fue destruida o desaparecida después de la muerte de Magallanes y que la cruz actual es una réplica dejada allí por los españoles después de haber colonizado con éxito las Filipinas.
La Cruz de Magallanes es un símbolo de Cebú, y la imagen de la capilla se puede encontrar en el sello de la ciudad. También es un símbolo de catolicismo en las Filipinas.